# Jyske mesterskab 1936-37 (fodbold)
Det jyske mesterskab i fodbold 1936-37 var den 39. udgave af turneringen om det jyske mesterskab i fodbold for herrer organiseret af Jydsk Boldspil-Union. Vejen SF vandt turneringen for anden gang og for andet år i træk. Holstebro BK vandt JBUs Mesterskabsrække for første gang.

De bedste jyske klubber deltog for første gang ikke i JBU’s Mesterskabsrække, på grund af at antallet af kampe i Danmarksturneringen var fordoblet. Det bedstplacerede jyske hold fra henholdsvis Mesterskabsserien 1936-37 og 2. division deltog først i slutspillet, hvor de spillede mod vinderen af den jyske mesterskabsrække.

## JBUs Mesterskabsrække

### Nordkredsen
| Pos | Hold               | K  | V  | U | T  | M+ | M- | MR    | P  | Kvalifikation eller nedrykning                  |
| --- | ------------------ | -- | -- | - | -- | -- | -- | ----- | -- | ----------------------------------------------- |
| 1   | Holstebro BK       | 14 | 10 | 1 | 3  | 40 | 24 | 1,667 | 21 | Kvalifikation til finale og 3. division 1937-38 |
| 2   | Aalborg Chang      | 14 | 9  | 3 | 2  | 50 | 27 | 1,852 | 21 |                                                 |
| 3   | Viborg FF          | 14 | 8  | 1 | 5  | 36 | 32 | 1,125 | 17 |                                                 |
| 4   | Randers Freja      | 14 | 6  | 2 | 6  | 33 | 32 | 1,031 | 14 |                                                 |
| 5   | Brønderslev IF (O) | 14 | 5  | 4 | 5  | 32 | 33 | 0,970 | 14 |                                                 |
| 6   | Skive IK (O)       | 14 | 4  | 3 | 7  | 17 | 26 | 0,654 | 11 |                                                 |
| 7   | Aalborg Freja      | 14 | 4  | 3 | 7  | 37 | 37 | 1,000 | 11 |                                                 |
| 8   | Hadsten GF (O)     | 14 | 0  | 3 | 11 | 24 | 58 | 0,414 | 3  | Nedrykning                                      |

### Sydkredsen
| Pos | Hold             | K  | V  | U | T | M+ | M- | MR    | P  | Kvalifikation eller nedrykning                  |
| --- | ---------------- | -- | -- | - | - | -- | -- | ----- | -- | ----------------------------------------------- |
| 1   | Vejle BK         | 14 | 10 | 2 | 2 | 71 | 14 | 5,071 | 22 | Kvalifikation til finale og 3. division 1937-38 |
| 2   | Haderslev FK (O) | 14 | 5  | 5 | 4 | 31 | 36 | 0,861 | 15 |                                                 |
| 3   | Horsens fS       | 14 | 7  | 1 | 6 | 44 | 33 | 1,333 | 15 |                                                 |
| 4   | AGF II (O)       | 14 | 5  | 4 | 5 | 33 | 41 | 0,805 | 14 |                                                 |
| 5   | AFC              | 14 | 6  | 1 | 7 | 28 | 43 | 0,651 | 13 |                                                 |
| 6   | Fredericia BK    | 14 | 4  | 4 | 6 | 23 | 38 | 0,605 | 12 |                                                 |
| 7   | Kolding B        | 14 | 5  | 2 | 7 | 28 | 31 | 0,903 | 12 |                                                 |
| 8   | Herning Fremad   | 14 | 3  | 3 | 8 | 21 | 45 | 0,467 | 9  | Nedrykning                                      |

## Semifinaler
AaB kvalificerede sig som bedst placerede JBU-hold i Mesterskabsserien 1936-37 foran AGF og Esbjerg fB.
Vejen SF kvalificerede sig som bedst placerede JBU-hold i 2. division foran AIA.

| 13. juni 1937 |

| Vejen SF                                     | 3 - 2 e.f.s.            | AaB                                          |
| -------------------------------------------- | ----------------------- | -------------------------------------------- |
| Willy Petersen 34', 106' · Børge Jepsen 2-1' | Ord. kamp 1 - 1 (1 - 1) | Verner Hedegaard 10' · William Lockey 115' · |

| Aarhus Stadion, Aarhus Tilskuere: 2.500 |

| 13. juni 1937 |

| Holstebro BK                                                  | 3 - 2 e.f.s.            | Vejle BK                                     |
| ------------------------------------------------------------- | ----------------------- | -------------------------------------------- |
| Tycho Poulsen 55' · E. Dalsgaard 67' · Erling Christensen 99' | Ord. kamp 2 - 2 (0 - 1) | Charles Knudsen 17' · Laurids Andersen 90' · |

| Herning Stadion, Herning Tilskuere: 4.000 |

Kampen mellem Holstebro og Vejle var samtidig finale i JBUs Mesterskabsrække.

## Finale
| 20. juni 1937 15.00 |

| Vejen SF                            | 2 - 1   | Holstebro BK     |
| ----------------------------------- | ------- | ---------------- |
| Henry Kjær 11' · Jens Lundgaard 25' | (2 - 1) | Dion Droob 15' · |

| Esbjerg Idrætspark, Esbjerg Tilskuere: 3.000 |